# Ruth's Kerk
Ruth's Kerk (Deens: Ruts Kirke) is een parochiekerk in het dorp Rutsker bij Hasle op het Deense eiland Bornholm. De kerk dateert uit de vroege 13e eeuw en werd gebouwd in romaanse stijl. Op een heuveltop gelegen van 130 meter hoog is Ruth's Kerk het hoogstgelegen kerkgebouw van Bornholm.

## Geschiedenis
De oorspronkelijk aan de aartengel Sint-Michaël gewijde kerk werd waarschijnlijk in de 13e eeuw gebouwd. In 1621 werd de kerk ecclesia Rutziana genoemd, oftewel Ruth's Kerk, naar Ruth de Moabitische in het Oude Testament. Van de eerste kerk zijn het koor en de halfronde apsis bewaard gebleven. Een westelijke toren en een zuidelijke portaal werden later toegevoegd. In de 19e eeuw werd eveneens een noordelijke vleugel aangebouwd. De oude toren en het portaal werden iets later afgebroken, waarna het kerkschip met ongeveer 3 meter werd verlengd en een nieuwe toren werd aangebouwd.

## Toren
In de tweede helft van de 16e eeuw werd een klokkentoren op het kerkhof gebouwd. Men zegt dat het de oudste klokkentoren van Bornholm is. De klokkentoren is echter niet meer in functie sinds in het jaar 1886 de klokken werd verhangen naar de nieuw gebouwde kerktoren.

## Inrichting
In 1908 werden er fresco's ontdekt in het gewelf van de laatgotische apsis. De medaillons stellen de symbolen van de vier evangelisten voor en werden gerestaureerd in 1930. Naast het fresco van Mattheus valt de datum 1559 te lezen. Van belang is ook het romaanse doopvont van graniet.

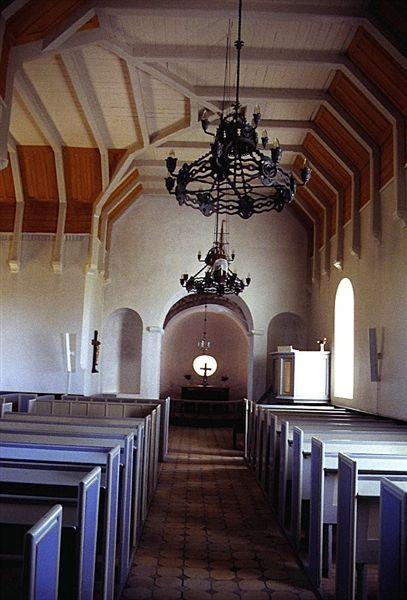
Kerkschip
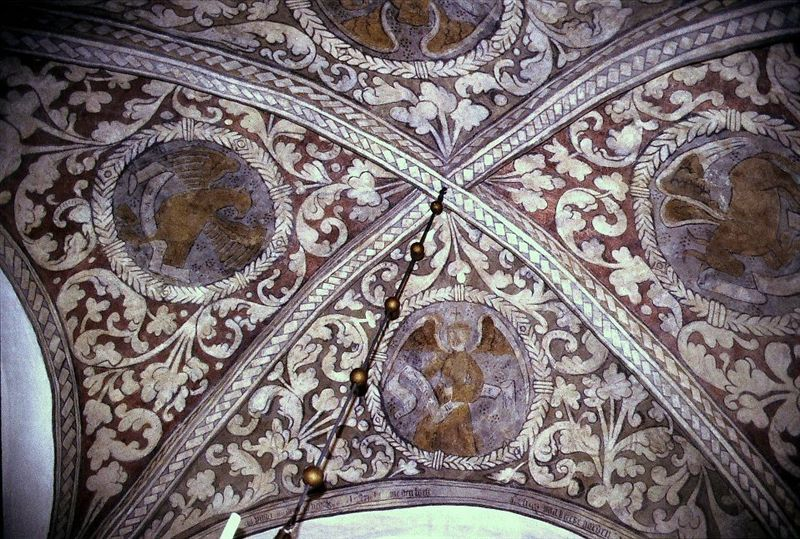
Gewelf apsis
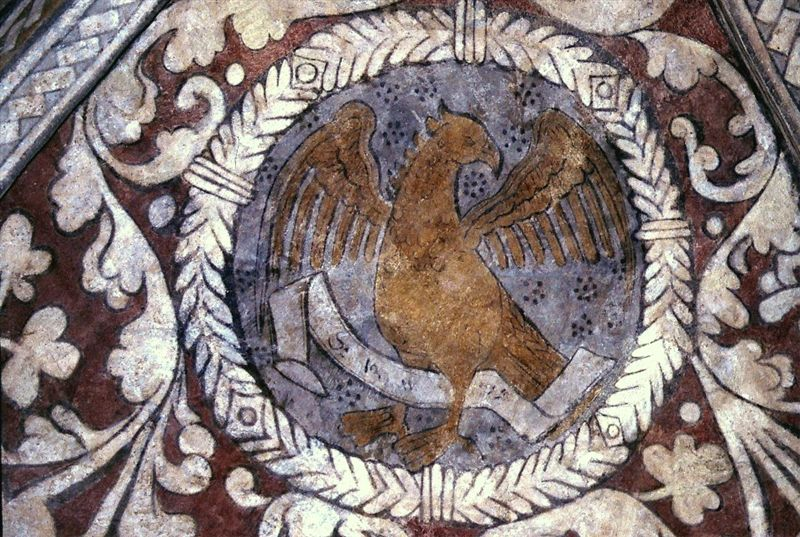
Detail fresco
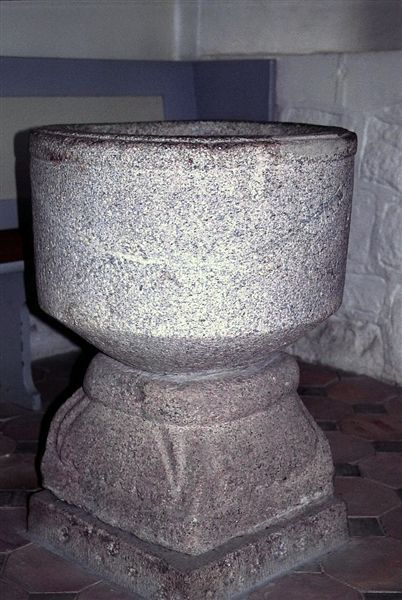
Doopvont